# Джонатан Бакіні
Джонатан Бакіні (італ. Jonathan Bachini, нар. 5 червня 1975, Ліворно) — італійський футболіст, що грав на позиції півзахисника, зокрема за «Удінезе», «Брешію», а також національну збірну Італії.

## Клубна кар'єра
Народився 5 червня 1975 року в Ліворно. Вихованець футбольної школи «Алессандрії».
1992 року уклав контракт з «Удінезе», де протягом двох сезонів грав за команду дублюючого складу. У дорослому футболі дебютував 1994 року виступами за оснвону команду «Алессандрії» на правах оренди. Згодом на таких же умовах захищав кольори команд «Юве Стабія» і «Лечче».
Влітку 1997 року повернувся до «Удінезе», відразу ставши гравцем його основного складу і у першому ж сезоні допомігши команді здобути «бронзу» національного чемпіонату.
Згодом протягом 1999–2000 років грав за «Ювентус», у складі якого двічі ставав срібним призером першості Італії, проте у команді мав статус гравця запасу. Першу половину 2001 року провів в оренді у «Брешії», після чого перейшов до «Парма». Не пробившись до основного складу пармської команди, за півроку повернувся до «Брешії», вже на умовах повноцінного контракту, і відтоді відіграв за неї три з половиною сезони.
Завершив ігрову кар'єру у «Сієні», за яку виступав протягом другої половини 2005 року.

## Виступи за збірні
1997 року залучався до складу молодіжної збірної Італії. На молодіжному рівні зіграв у 4 офіційних матчах.
1998 року провів два офіційні матчі у складі національної збірної Італії.
| Дата       | Місто | Господарі | Результат | Гості       | Турнір            | Голи | Примітки |
| ---------- | ----- | --------- | --------- | ----------- | ----------------- | ---- | -------- |
| 10-10-1998 | Удіне | Італія    | 2 – 0     | Швейцарія   | Відбір до ЧЄ 2000 | -    | 61'      |
| 16-12-1998 | Рим   | Італія    | 6 – 2     | Зірки світу | товариський матч  | -    | 46'      |
| Усього     |       | Матчів    | 2         |             | Голів             | 0    |          |